# Ратуша (Делфт)
Ратуша міста Делфт в провінції Південна Голландія, в Нідерландах. Середньовічна пам'ятка архітектури в стилі Відродження, розташована в південно-західній частині площі Ринок (нід. de Markt) навпроти Нової церкви.
Першу будівлю ратуші на Ринковій площі Делфта було збудовано ще на початку XIII століття. Це була масивна кам'яна споруда з вежею, яка використовувалася як дзвіниця. Під вежею знаходилася міська в'язниця. Саме в ній у 1584 році чекав вироку Балтазар Жерард, вбивця принца Вільгельма Оранського.

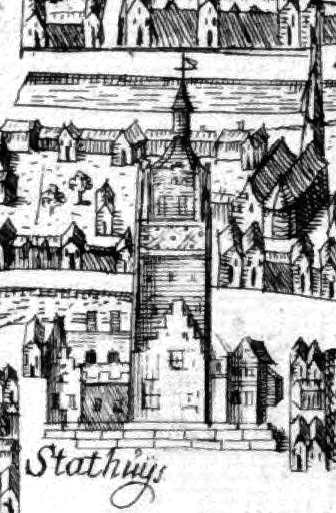
Ратуша бл. 1560 (фрагмент карти Реньє Бойте)

Дзвіниця покрита вапняком «Гобертанґер» — будівельним матеріалом із Валлонії, який часто використовувався у важливих ренесансних будівлях в Нідерландах до 1600 р. Можливо тому мешанці Делфта називають дзвіницю Oude Steen (Старий камінь).
1536 року вежа була прикрашена декоративним годинником, чотири циферблати якого були скеровані на чотири сторони світу. Дзвони були відлиті і встановлені Хендриком ван Трієром та Франсуа Гемоні.

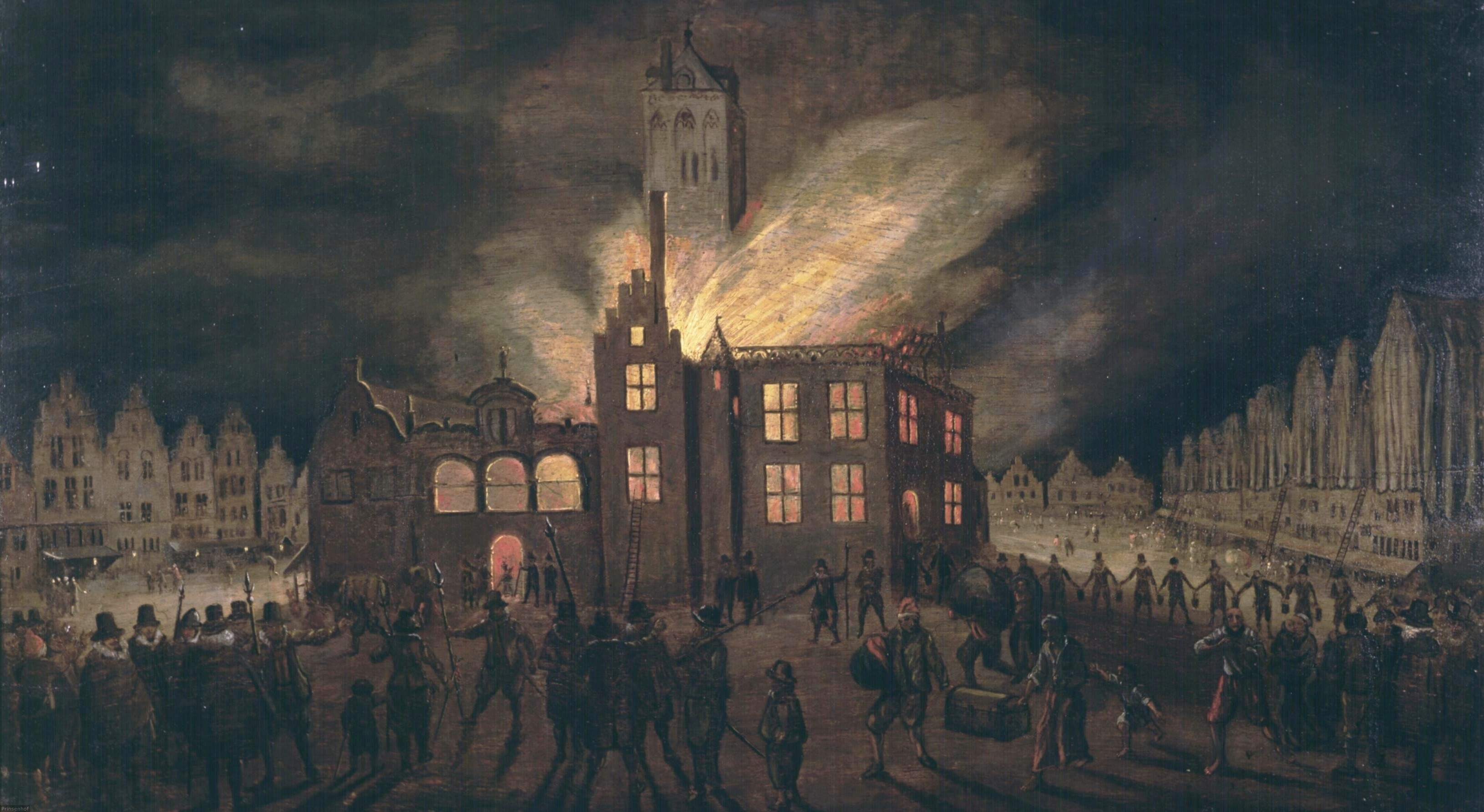
Пожежа ратуші Делфта 4 березня 1618. Картина зі збірки музею Прінцегоф

Стара ратуша пережила кілька великих міських пожеж, але в пожежі 4 березня 1618 року будинок згорів повністю, збереглася тільки тюремна вежа-дзвіниця.
Будівництво нової ратуші на старому фундаменті було доручено архітектору Гендрику де Кейзеру, який в той час керував будівництвом Нової церкви на протилежному боці площі Ринок. Гендрик де Кейзер прилаштував до середньовічної вежі нову двоповерхову будівлю в стилі Відродження з високими фронтонами, що поєднало монументальність з легкістю. Будівлю ратуші було закінчено до 1620.
Пізніше будівля делфтскої ратуші зазнала безліч змін і реконструкцій, проте в середині XX століття під керівництвом архітектора Джо Крюгера їй було повернуто первісний ренесансний вигляд. Ратуша є зразком нідерландської архітектури стилю Відродження.
Середньовічна вежа ратуші під назвою Oude Steen залишається сьогодні найстарішою збереженою спорудою Делфта.
Ратуша і зараз використовується за призначенням, тут проходять засідання міської ради, церемонії одруження. Більшість адміністративних функцій були передані офісу в будівлі залізничного вокзалу Делфта.
У будівлі ратуші збереглися портрети принців Оранських-Нассау, в тому числі пензля Михіеля ван Міревельта (1567—1641), одного з найперших нідерландських художників-портретистів, та його сина Пітера (1595—1623), родом з Делфта. 
В Oude Steen розташовується також невеликий музей, який експонує середньовічну катівню зі знаряддями тортури.
Відразу за дерев'яними вхідними дверима вгору по сходах в ратуші зберігається кімната, у якій засідав судовий трибунал (нід. Vierschaar), оскільки Делфт мав привілей самостійно вирішувати правові й судові суперечки. Ця історична кімната прикрашена картиною «Суд Соломона» Пітера ван Бронкгорста, а на фасаді ратуші встановлена статуя «Юстиція».

## Джерела

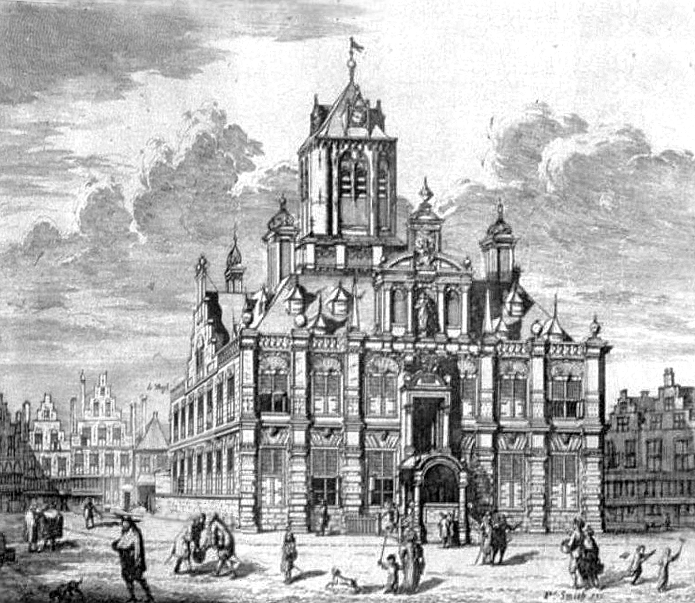
Дизайн ратуші Гендрика де Кейзера (1620)
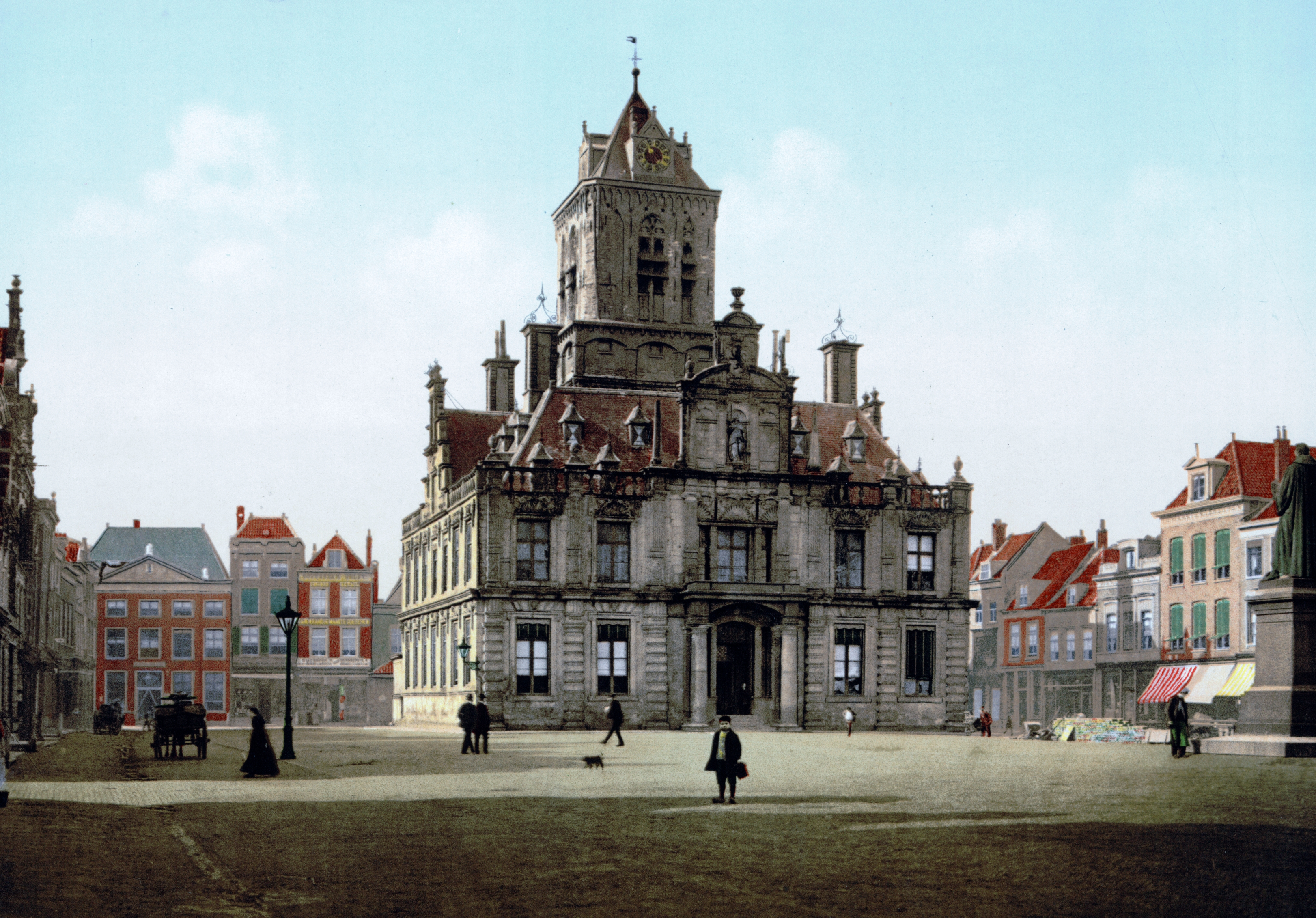
Ратуша 1900 року
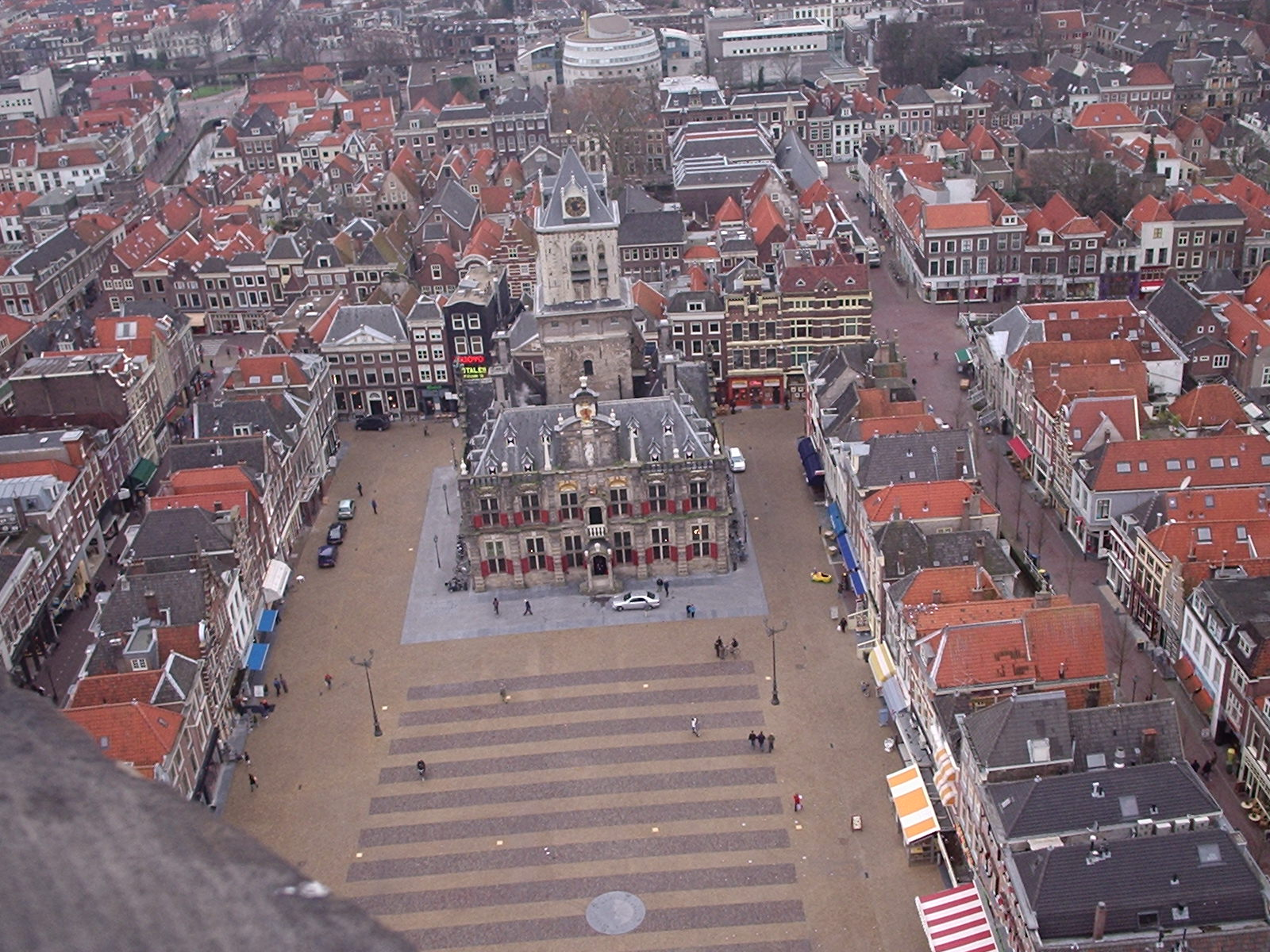
Вид на площу Ринок і ратушу з вежі Нової церкви
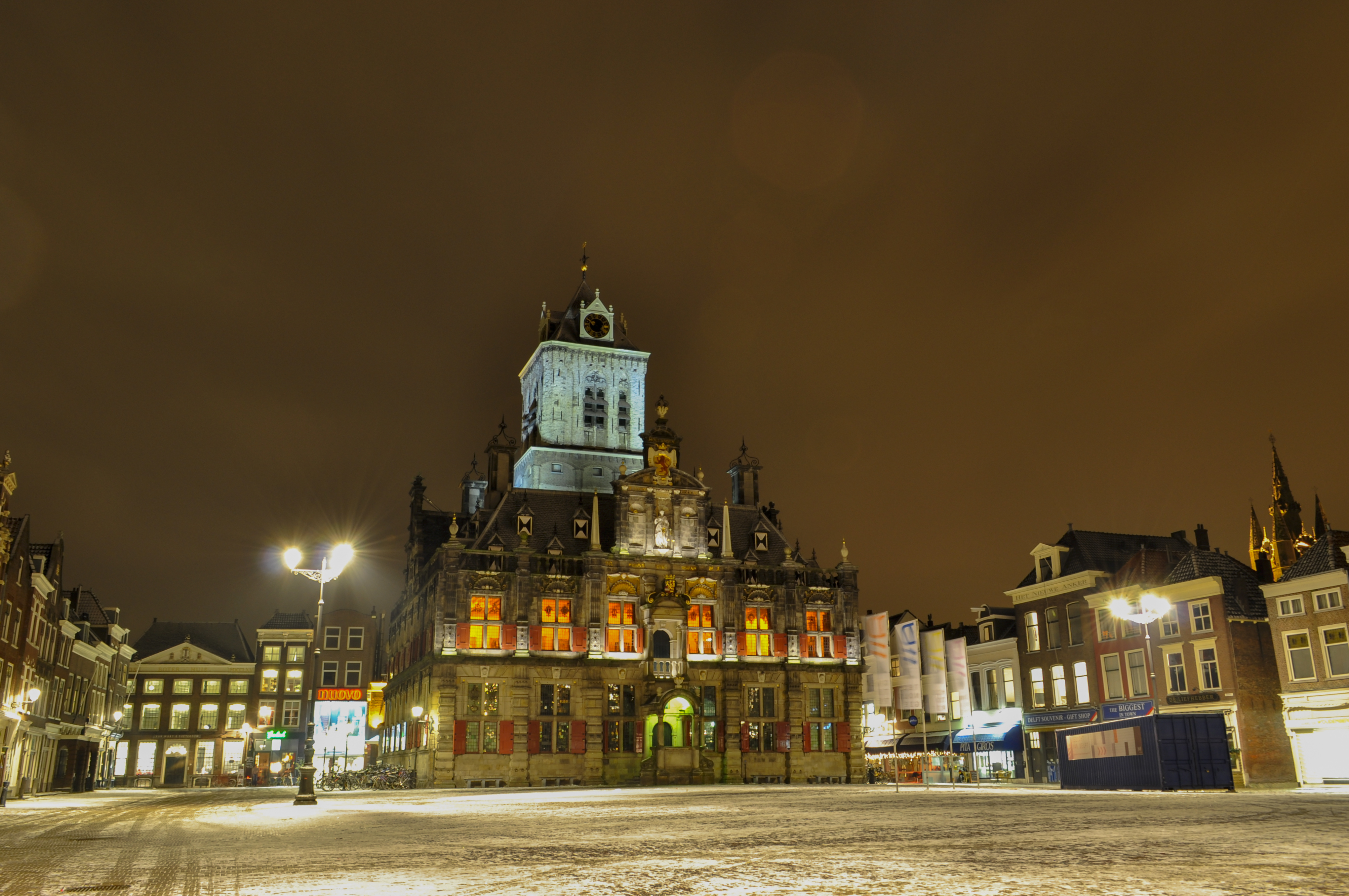
Зимовий вечір на площі Ринок перед ратушею
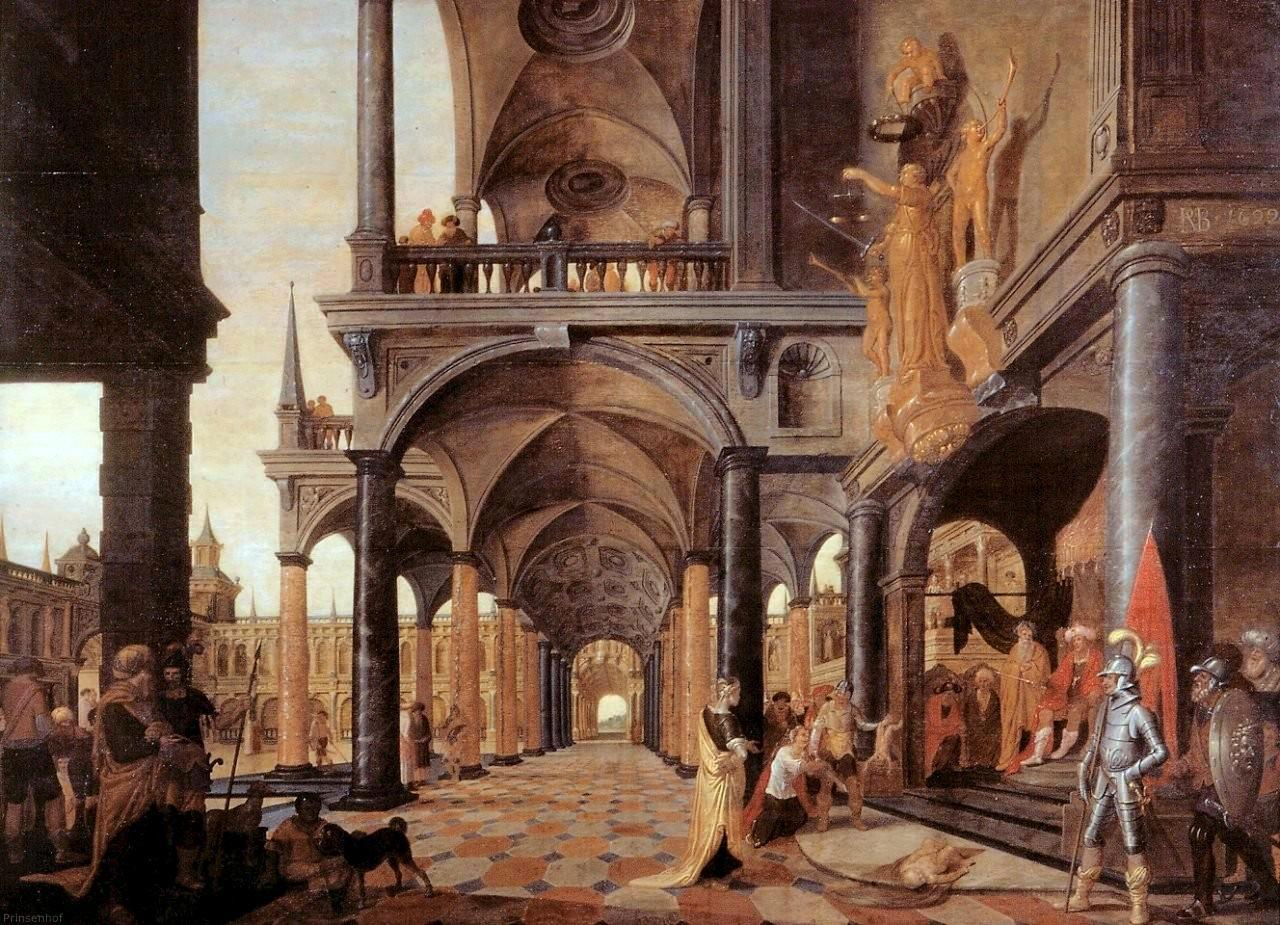
Картина „Суд Соломона“ художника Пітера Бронкгорста, 1622, Vierschaar (Delft).